# Trompeten-Anton
Trompeten-Anton ist ein deutscher Kinderfilm des Fernsehens der DDR von Wolfgang Hübner aus dem Jahr 1981.

## Handlung
Anton wuchs im Zirkus auf. Sein Vater war hier Zauberer, die Mutter arbeitete als Zirkusreiterin. Eines Tages weinte Anton mal wieder und hörte plötzlich den Musikclown des Zirkus Rico Trompete spielen. Sofort hörte er auf zu weinen. Als er größer wurde, begann er Trompete zu spielen. Schnell war ihm klar, dass er später einmal Musikclown werden will.
Die Eltern geben das Leben im Zirkus auf, als Mutter Eisenberg das vierte Kind bekommt. Sie ziehen in eine Großstadt in eine Neubauwohnung im 18. Stock. Der Vater verdient sich sein Geld beim Häuserbau, auch wenn ihm die Arbeit wenig Spaß macht. Anton übt nun in der Wohnung, bekommt jedoch bald Ärger mit den Nachbarn, die sich über den Lärm beschweren. Herr Wintermeier ist Fernfahrer und schläft tagsüber. Nun wird er ständig von Antons Musik geweckt und hat Angst, dass die Bilder von den Wänden fallen. Nachbar Karsch wiederum behauptet, dass bei ihm der Putz bröckelt, sobald die Musik ertönt. Das Mädchen Pille sucht mit Anton neue Übungsräume. Im Waschraum muss Anton gehen, weil durch das Spiel das Waschmittel in den Maschinen übermäßig zu schäumen beginnt. Auch der Versuch, den Fahrstuhl zu blockieren, um in der Kabine in Ruhe üben zu können, sorgt nur für neuen Unmut der Hausbewohner. Schließlich findet Anton im Park nahe den Zuggleisen eine Ecke, in der sich niemand an seinem Trompetenspiel stört – im Hochhaus wurde Musizieren inzwischen verboten.
Bald hat Anton das Trompetenspiel so perfektioniert, dass er beim heimlichen Üben in der Wohnung den magischen „silbernen Ton“ trifft, der nach Meinung seines Vaters jeden Musikhasser zum Musikliebhaber macht. In Antons Fall öffnet sich beim Spiel des Tones seine Zimmertür wie von Geisterhand. Anton überprüft seine Theorie und spielt seine Melodie mit silbernem Ton dem Nachbarsjungen vor, der sich ausgeschlossen hat. Auch hier öffnet sich die Tür. Andere Versuche sind nicht eindeutig, werden die Türen doch gelegentlich zufällig tatsächlich von Personen geöffnet.
Eines Tages steckt die füllige Frau Karsch im Aufzug fest. Sie wird panisch und ihr Sohn ruft Anton zu Hilfe. Mit seinem Spiel und dem silbernen Ton öffnet er die Fahrstuhltür. Bei den Hausbewohnern setzt ein Umdenken ein, denn Antons Trompete kann Wunder bewirken. Bei einem Stromausfall bringt das Trompetenspiel die ganze Elektrik wieder in Gang und auch explodierte Feuerlöscher reparieren sich von selbst, wenn Anton spielt. Der würde nicht nur gerne in Ruhe Musik machen, zumal er inzwischen eine Musikschule besucht und dort zu den besten Schülern der Klasse gehört, sondern auch auf der Wiese vor dem Hochhaus spielen. Für Kinder ist das jedoch verboten und Hausmeister Schlappke beruft sich stets auf die Vorschrift, wenn Anton ihn fragt. Plötzlich gibt es in Oma Busekows Wohnung einen Wasserrohrbruch und Schlappke kann den Wasserfluss nicht aufhalten. Er bittet Anton um Trompetenhilfe, doch der sagt nur unter der Bedingung zu, dass die Wiese künftig den Kindern gehört. Notgedrungen stimmt Schlappke zu und Anton trompetet die Leitung ganz. Wenig später ist die Wiese vor dem Haus ein großer Kinderspielplatz geworden, über den sich auch die Erwachsenen freuen. Das Hochhaus wiederum ist inzwischen in der ganzen Stadt als Musikhaus bekannt, haben doch inzwischen zahlreiche Hausbewohner ein Instrument für sich entdeckt – und wenn es nur das Blockflötenspiel ist, um den Motor des Wagens schneller zum Anspringen zu bringen.

## Produktion
Trompeten-Anton entstand für das Weihnachtsprogramm des Kinderfernsehens der DDR 1981. Die Kostüme schuf Ulrike Schlafmann, die Filmbauten stammen von Sabine Kuhnt. Die Trickaufnahmen setzten Peter Hennicke und Edgar Subke um. Sprecher des Films ist Klaus Piontek. Trompeten-Anton wurde am 26. Dezember 1981 im Festtagsprogramm von DDR 1 erstmals im Fernsehen der DDR gezeigt. Icestorm veröffentlichte den Film 2011 im Rahmen der Reihe DDR TV-Archiv.

## Kritik
Der film-dienst nannte Trompeten-Anton eine „fantasievoll und mit melancholischem Humor erzählte Geschichte eines kleinen Jungen, der Musikclown im Zirkus werden möchte. Fernsehfilm für Kinder.“